# Бондарева, Ольга Николаевна
О́льга Никола́евна Бо́ндарева (27 апреля 1937, Ленинград — 9 декабря 1991, Санкт-Петербург) — советский математик; педагог, специалист в области теории игр. В честь О. Н. Бондаревой названа теорема Бондаревой — Шепли.

## Биография
В 1954 году поступила на математико-механический факультет Ленинградского государственного университета, в котором проработала впоследствии всю жизнь.
В 1963 году защитила в ЛГУ кандидатскую диссертацию  по физико-математическим наукам (научный руководитель — Н. Н. Воробьёв). Докторскую диссертацию (д.ф.-м.н.)  защитила в 1984 году на факультете вычислительной математики и кибернетики МГУ.
С октября 1959 по апрель 1972 года работала младшим научным сотрудником, затем доцентом (в области исследования операций), а потом — старшим научным сотрудником математико-механического факультета ЛГУ.
С июня 1972 по июль 1984 год — старший научный сотрудник экономического факультета ЛГУ, с июля 1984 по март 1989 года — старший научный сотрудник Института физики, а с октября 1989 (до смерти) — ведущий научный сотрудник математико-механического факультета ЛГУ.
Была замужем за Львом Александровичем Гордоном. В браке воспитывали двух сыновей — Максима (род. 1966) и Григория (род. 1974).
Погибла в результате автомобильного наезда, переходя улицу в Санкт-Петербурге.

## Научная деятельность
О. Н. Бондарева опубликовала более 70 научных работ по теории игр и математике. Входила в редколлегию международного журнала «Games and Economic Behavior». Международное признание получили её работы по кооперативной теории игр.
Самый известный результат Бондаревой, полученный ещё во время аспирантуры, — необходимые и достаточные условия непустоты ядра кооперативной игры с трансферабельной полезностью. Он был опубликован в сборнике «Проблемы кибернетики», вполне престижном издании, но не переводившемся на английский язык, и не был замечен на Западе. В 1967 году аналогичный результат был опубликован Ллойдом Шепли. Узнав о публикации Бондаревой, Шепли безоговорочно признал её приоритет, чем обеспечил и всеобщее его признание.
В этой теореме используется понятие сбалансированного покрытия, некоторый аналог разбиения единицы в топологии. Так называется набор неотрицательных чисел, приписанных каждой коалиции, если их суммирование по всем коалициям, включающим одного (любого) игрока, даёт единицу. Теорема Бондаревой—Шепли утверждает, что ядро непусто тогда и только тогда, когда для любого сбалансированного покрытия сумма по всем коалициям значений характеристической функции с соответствующими весами не превосходит значения характеристической функции для полной коалиции. При небольшом числе игроков эта теорема позволяет практически разобраться до конца с любой игрой. Кроме того, она позволяет установить непустоту ядра в некоторых классах игр независимо от числа игроков, например, в выпуклых играх.
На протяжении 1970-х и 1980-х годов Бондарева изучала свойства теоретико-игрового доминирования, выразимые на языке абстрактных бинарных отношений, в сущности следуя примеру основополагающей монографии фон Неймана и Моргенштерна. В частности, она получила ряд результатов о сходимости пространств с бинарным отношением и о конечных аппроксимациях.
Она была также среди опубликовавших первыми теорему о существовании максимального элемента у ацикличного бинарного отношения с открытыми нижними контурами на компакте, хотя её заметка, опубликованная по-русски в трудах конференции (в Вильнюсе), осталась незамеченной. В последние годы она развивала параллели с абстрактной теорией функций выбора в духе Айзермана — Малишевского.
В конце 1970-х годов Бондарева совместно со своими ученицами Т. Е. Кулаковской и Н. И. Наумовой предприняла «мозговой штурм» проблемы существования решения по фон Нейману — Моргенштерну в кооперативных играх с трансферабельной полезностью (возможность несуществования была уже известна к этому моменту). Они, в частности, доказали существование решения в любой игре четырёх лиц.

## О ней
- Гордон Л. А. Дом. — СПб.: Товарищество журнала «Нева», 1992. — 240 с. — 295 экз. — ISBN 5-87516-010-1.
- In memoriam Olga Bondareva (1937—1991) // Games and Economic Behavior. — 1992. — Т. 4, № 2. — С. 318—324.
- Rosenmüller J. Obituary and Kulakovskaja T. E., Naumova N. I. Olga Nikolajevna Bondareva. 1937—1991 // International Journal of Game Theory. — 1992. — Vol. 20, No. 4. — pp. 309—312.
- Кукушкин Н. С., Меньшикова О. Р., Меньшиков И. С. Ольга Николаевна Бондарева (некролог) // Журнал вычислительной математики и математической физики. — 1992. — Т. 32, № 6. — С. 989—990. (в pdf-файле есть фотография)
- Wooders M. Bondareva, Olga (1937—1991) // The New Palgrave Dictionary of Economics. Second Edition. Eds. Steven N. Durlauf and Lawrence E. Blume. — Palgrave Macmillan, 2008. эл.версия